# Odds & Ends
Odds & Ends je prvi snimljeni album pjevačice Dido, koji nikada nije bio službeno objavljen. Godine 1995., Dido je započela snimati demosnimke, koje je spojila u kolekciju nazvanu Odds & Ends i poslala ih preko menadžmenta izdavačke kuće "Nettwerk". "Nettwerk" ju je zapazio po suradnji s grupom Faithless (Dido je bila koautor i glavni vokal na njihovom albumu u pjesmama "Flowerstand Man" i "Hem of His Garment") i po tome jer je bila sestra Rolla Armstronga, vodećeg čovjeka Faithlessa. Kolekcija pjesama objavljena je preko Nettwerka na CD-u 1995. godine i napravljena je kao mješavina završenih i demoverzija pjesama, koje su kasnije dorađene i objavljene 1999. na njenom prvom albumu No Angel. Također, "Odds & Ends" privukao je pažnju i kuće "Arista Records", za koje je kasnije Dido i potpisala ugovor. "Odds & Ends" sadrži elemente pop i Trip hop stila zvuka.

## Pjesme
1. Give Me Strength (kasnije je obradila američka grupa "Over The Rhine")
2. Reverb Song
3. Take My Hand ("No Angel" - bonus pjesma)
4. Me ("No Angel" - japanska verzija albuma)
5. Sweet Eyed Baby ("Don't Think of Me" - alternativna verzija)
6. Keep Your Faith In Me
7. Too Bad
8. Believe (Flu Season Mix) (Take My Hand Remix)
9. Worthless ("No Angel" - japanska verzija albuma)
10. Hurry Home (Demo)
11. River, Run Me Dry